# پدرو پریرا
پدرو پریرا (انگلیسی: Pedro Pereira؛ زادهٔ ۲۲ ژانویهٔ ۱۹۹۸) یک بازیکن فوتبال اهل پرتغال است که در پست دفاع راست برای سمپدوریا در سری آ بازی می‌کند.
از باشگاه‌هایی که در آن بازی کرده‌است می‌توان به باشگاه فوتبال بنفیکا اشاره کرد.

## عملکرد باشگاهی
وی در سال ۲۰۱۵ از باشگاه بنفیکا پرتغال به سمپدوریا ایتالیا پیوست و نخستین بازی خود را برای این تیم در سری آ در ۱۴ سپتامبر ۲۰۱۵ مقابل بولونیا انجام داد.